# Pansexualita

Vlajka pansexuální hrdosti

Pansexualita je sexuální orientace charakterizovaná sexuální touhou k lidem bez ohledu na jejich pohlaví nebo genderovou identitu. To zahrnuje možnou přitažlivost k osobám, které se neidentifikují výlučně maskulinně či femininně, tj. vymykají se klasickému binárnímu rozdělení muž a žena (nebinární lidé), ale i k intersex. Pansexuálové bývají často označováni jako „genderově slepí“, tzn. vůbec nevnímající a nerozlišující gender, což je současně uváděno jako hlavní rozdíl mezi pansexualitou a bisexualitou.

## Etymologie
Pansexualita pochází z řecké předpony „pan“ = vše. Často bývá zaměňována s omnisexualitou, ve které na rozdíl od pansexuality, gender i pohlaví stále hrají roli v sexuální preferenci jedince. Pansexulita může být také použita jako upřesnění tohoto pojmu, tedy lidé, kteří jsou „přitahováni lidmi bez ohledu na jejich pohlaví“.
Pojem pansexuál se poprvé objevil v roce 1914. Psaný jako „pan-sexualismus“ byl použit oponenty Sigmunda Freuda jako demonstrace názoru, že „sexuální instinkt hraje roli ve všech lidských činnostech, duševních i fyzických“. V roce 1972 se pojem pansexualismus objevil ve významu „nelimitovaný sexualitou“.

## Pansexualita a bisexualita
Pansexualita je často přirovnávána či zaměňována s bisexualitou. Bisexualita je sexuální orientace chápaná jako přitažlivost ke svému i opačnému pohlaví, kdežto pansexualita se chápe jako přitažlivost ke všem genderům bez jejich rozlišování. Ačkoli bisexuálové mohou být přitahováni všemi gendery, nemusí tomu tak být u všech. Někteří lidé dávají přednost pansexualitě, protože chtějí upřesnit a zkonkretizovat, že jsou přitahováni všemi gendery bez rozdílu. Preference jedné sexuality nad druhou může záviset i na individuálních preferencích člověka.
Pansexualita bývá vnímána jako sexuální orientace, ale také může být vnímána jako sexuální identita nacházející se na spektru bisexuality. Oba pohledy bývají předmětem debat v rámci LGBTQ+ komunity, zejména bisexuální komunity.

## Pansexuální osobnosti
V posledním desetiletí[kdy?] se pansexualita dostává do povědomí i díky rozšíření mezi známými osobnostmi. Jako pansexuální se identifikují například Miley Cyrus, Cara Delevingne, Brendon Urie, Demi Lovato, Jojo Siwa nebo Yungblud.